# Кустарниковые эсперито
Кустарниковые эсперито (лат. Thamnomanes) — род птиц из семейства типичных муравьеловковых (Thamnophilidae).

## Список видов
В состав рода включают четыре вида:
- Thamnomanes ardesiacus (P.L.Sclater et Salvin, 1868) — Серый кустарниковый эсперито
- Thamnomanes caesius (Temminck, 1820) — Сероватый кустарниковый эсперито
- Thamnomanes saturninus (Pelzeln, 1868) — Черногорлый кустарниковый эсперито
- Thamnomanes schistogynus Hellmayr, 1911 — Голубой кустарниковый эсперито